# Селада (Порторико)
Селада (шп. Celada) град је у америчкој острвској територији Порторико, острвској држави Кариба.

## Демографија
По попису из 2010. године број становника је 4.081, што је 354 (-8,0%) становника мање него 2000. године.
| Група             | 2000.         | 2010.         |
| Белци             | 21 (0,5%)     | 24 (0,6%)     |
| Афроамериканци    | 417 (9,4%)    | 713 (17,5%)   |
| Азијати           | 3 (0,1%)      | 0 (0,0%)      |
| Хиспаноамериканци | 4.407 (99,4%) | 4.054 (99,3%) |
| Укупно            | 4.435         | 4.081         |